# Andranomenareservaat
Het Andranomenareservaat (Andranomena Special Reserve) is een wildreservaat in Madagaskar, gelegen in de Menabe regio 30 km ten noorden van Morondava, in de regio Menabe. Het reservaat wordt beheerd door Madagascar National Parks.
Het Andranomenareservaat is 6420 ha groot met een gemiddelde temperatuur rond de 25 °C. Het reservaat bestaat voor 80% uit endemische soorten van de lokale, regionale en nationale fauna en flora.

## Flora
De vegetatie bestaat uit droog loofwoud met onder meer drie soorten baobab bomen.
Enkele soorten domineren het reservaat: Burseraceae, Euphorbiaceae en Bombacaceae. Bij de Burseraceae is dit voornamelijk de endemische soort Commiphora. 63,3% van de Euphorbiaceae bestaat uit de Euphorbia antso en bij de Bombacaceae zijn de Adansonia grandidieri en vooral de Adansonia fony de meest voorkomende.

## Fauna
Er werden 11 soorten reptielen en één soort amfibie geteld, 48 soorten vogels en 10 zoogdieren en 7 soorten maki's (waarvan er 2 overdag en 5 's nachts leven). Drie soorten maki's zijn door het IUCN geclassificeerd als zeldzaam en twee soorten als kwetsbaar. Een aantal voorkomende bedreigde en kwetsbare soorten:
- De verreauxsifaka (Propithecus verreauxi)
- De roodstaartwezelmaki (Lepilemur ruficaudatus)
- Phaner pallescens (lokale naam: Tanta), dwergmaki's met een roodgrijze vacht en een zwarte streep op de rug (nachtdieren).
- De Madagaskarreuzenrat (Hypogeomys antimena)
- De Madagaskarplatstaartschildpad (Pyxis planicauda), een van de 25 meest bedreigde soorten schildpad ter wereld

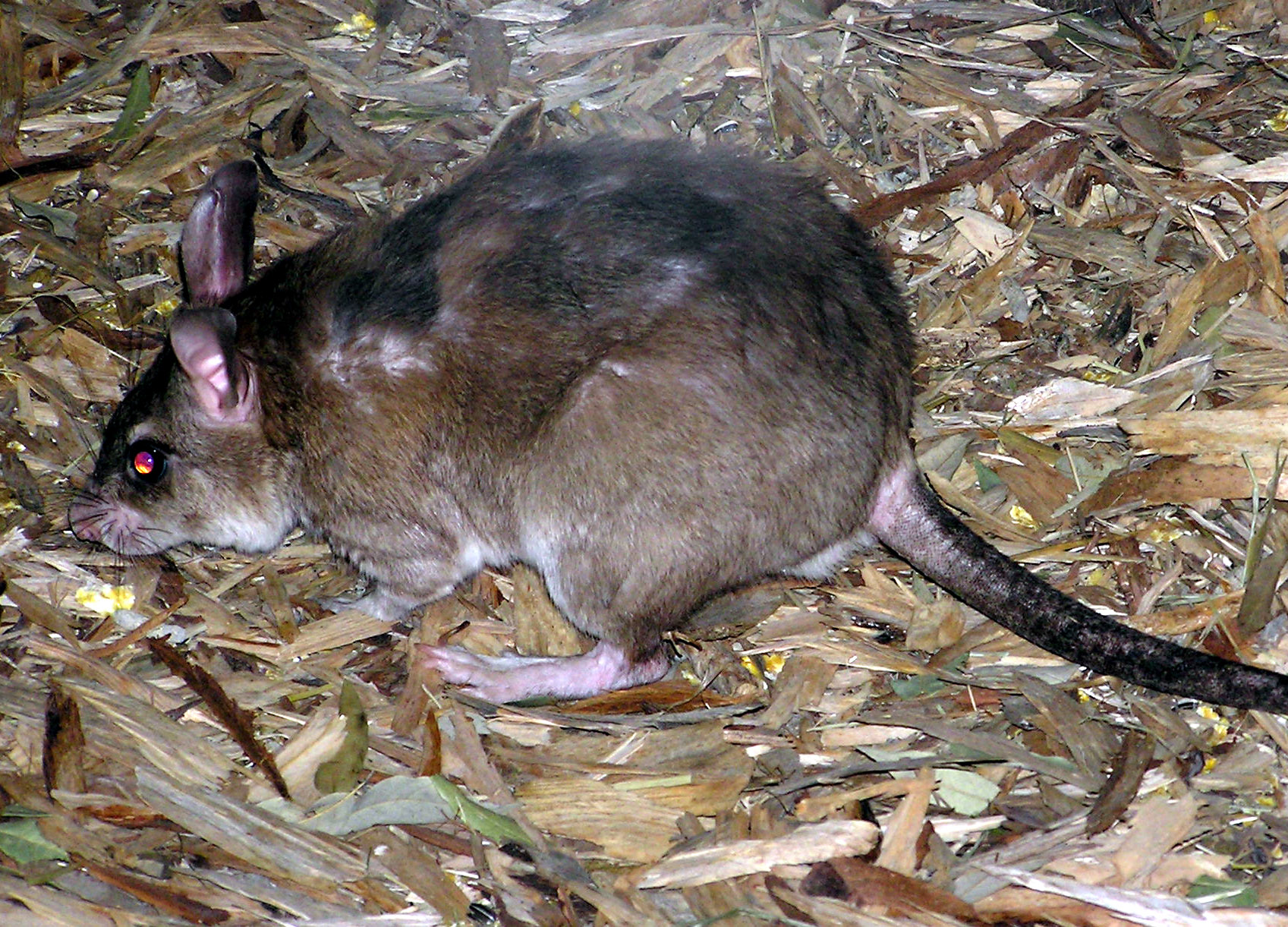
Madagaskarreuzenrat
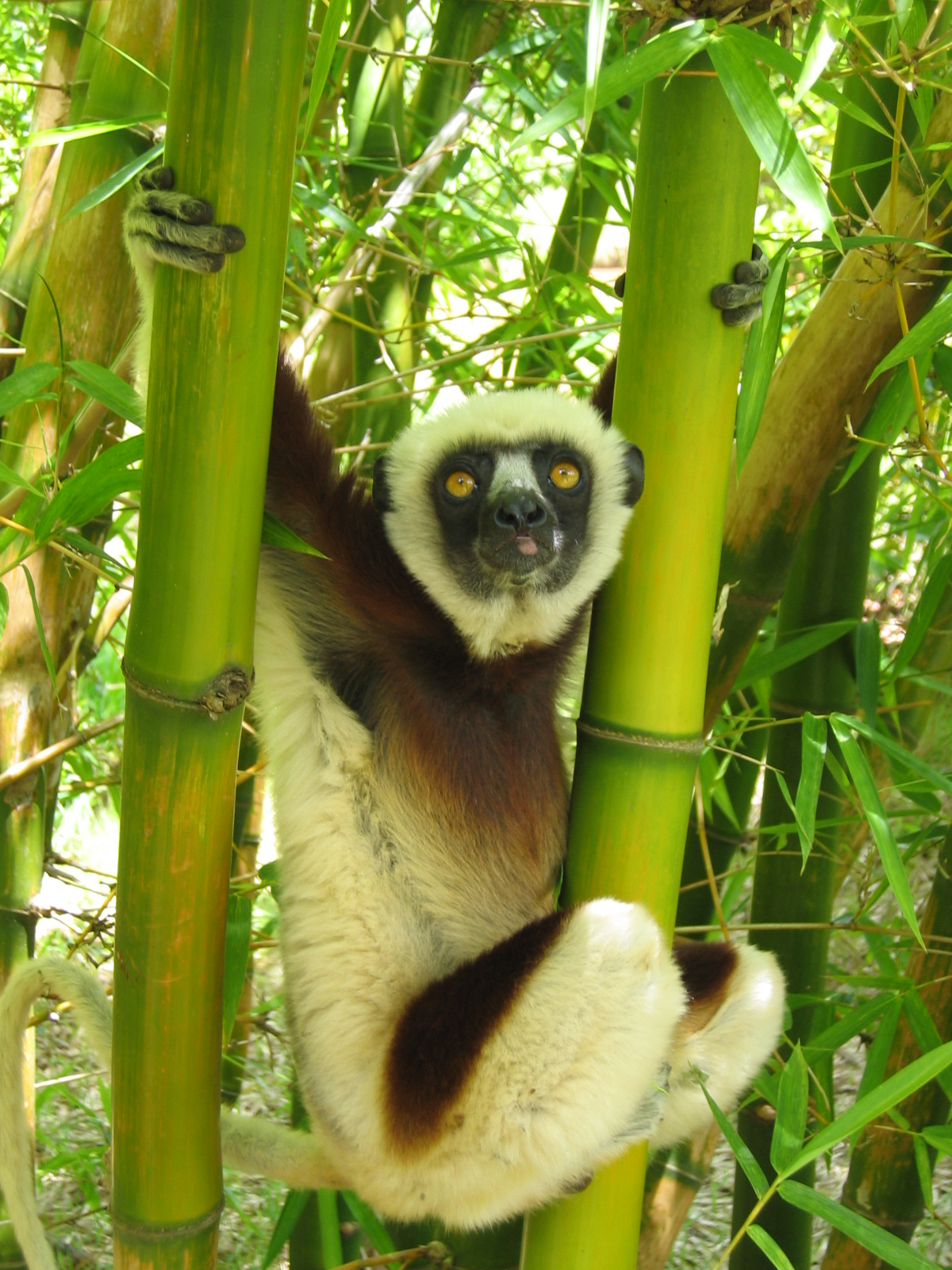
Verreauxsifaka
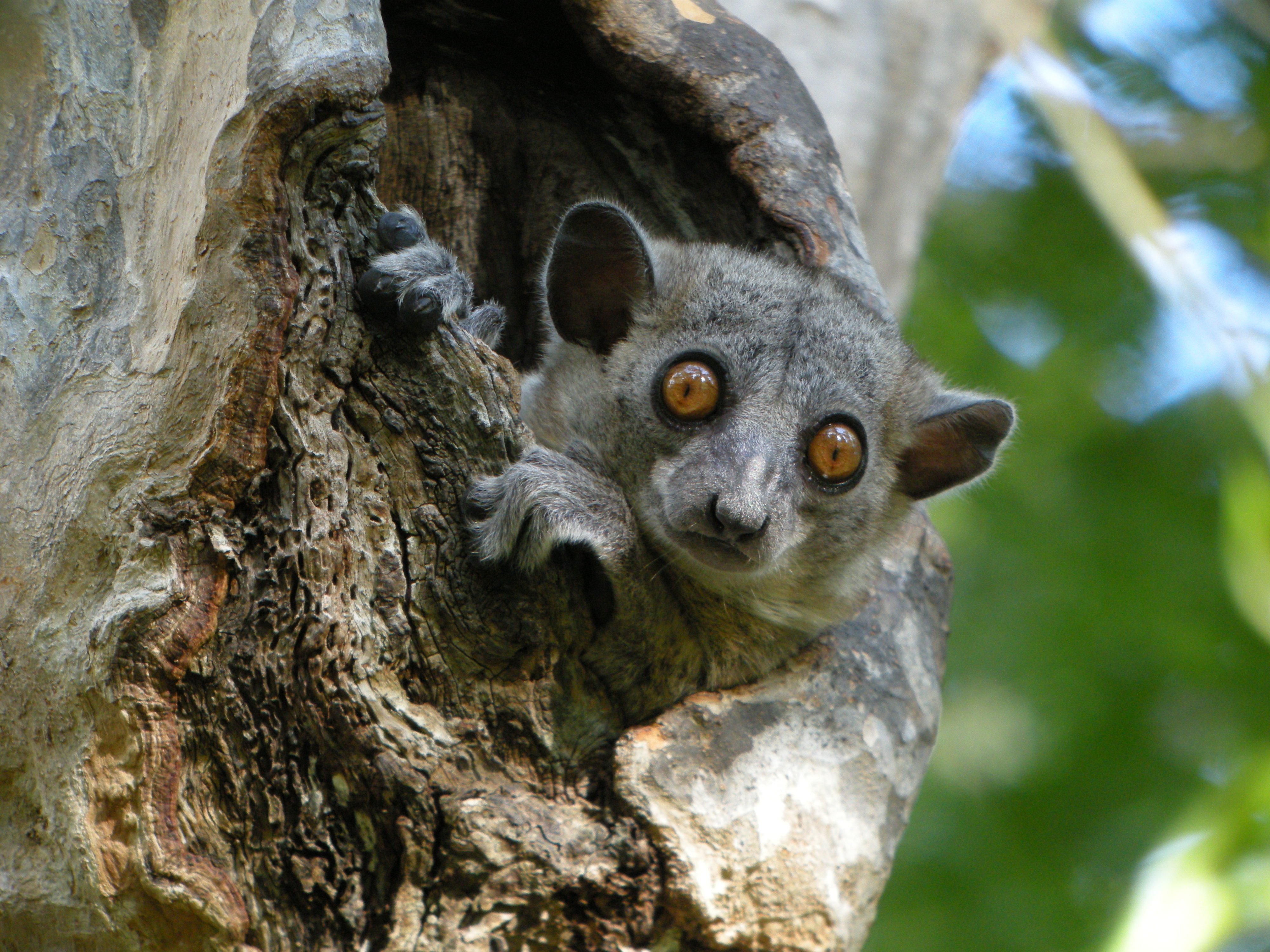
Roodstaartwezelmaki
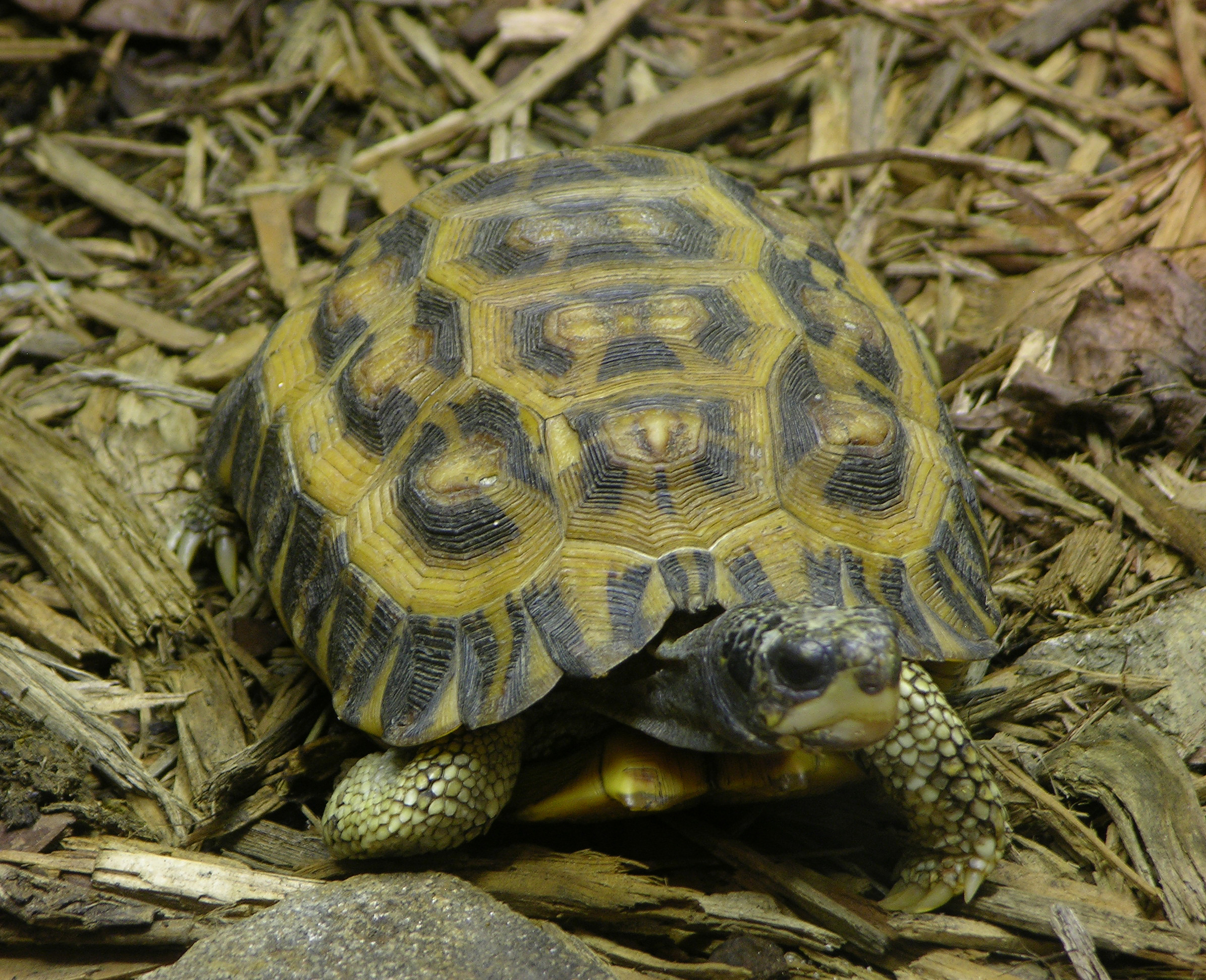
Madagaskarplatstaartschildpad